# 丘ナオミ
丘 ナオミ（おか なおみ、1952年5月12日 - ）は日本の女優である。丘奈保美、岡尚美、丘なおみと数回にわたり改名している。

## 経歴
1952年5月12日、新潟県新潟市に生まれる。1969年、新潟市立沼垂高等学校（現・新潟市立万代高等学校）を中退し上京。1972年、スナックで働いていたところをスカウトされ、丘ナオミの芸名で東映京都『女番長ゲリラ』に出演、丸坊主のスケバン役だった。1973年、芸名を丘奈保美に改め、日活に移籍。『四畳半襖の裏張り』『赤線玉の井 ぬけられます』『暴行切り裂きジャック』など多数の作品に脇役として出演する。1977年、岡尚美に改名。日活ロマンポルノだけでなく、渡辺護や高橋伴明監督のピンク映画、『殺人遊戯』など一般映画にも進出し、1979年には第一回ズームアップ映画で助演女優賞を受賞する。1980年に丘なおみ、1984年から再び丘ナオミに名前を戻した。。

## 出演

### 映画
- 女番長ゲリラ（1972年、東映京都）[1][3][4]
- 恐怖女子高校 女暴力教室（1972、東映京都）[3][4]
- エロ将軍と二十一人の愛妾（1972、東映京都）[1][3][4]
- 女番長（1973、東映京都）[1][3][4]
- 不良姐御伝 猪の鹿お蝶（1973、東映京都）[3][4]
- おさな妻の告白 陶酔 クライマックス（1973、日活）[1][5][4]
- 女高生 肉体暴力（1973、日活）[4]
- 外人妻（1973、日活）[5][4]
- やくざ観音　情女仁義（1973、日活）[1][5][4]
- 夜の禁猟区（1973、日活）[5][4]
- (秘)商社情報 女買い占め売り惜しみ（1973、日活）[5][4]
- 女調査員SEXレポート 主婦売春（1973、日活）[5][4] - 主演
- 番格 女子高生のSEXと暴力の実態（1973、日活）[5][4]
- 性豪列伝 夜の牝馬ならし（1973、日活）[5][4]
- (秘)女郎残酷地獄（1973、日活）[5][4]
- 四畳半襖の裏張り（1973、日活）[1][5][4]
- 女教師 甘い生活（1973、日活）[4]
- 女調査員SEXレポート 婦女暴行（1973、日活）[1][5][4] -　主演
- 四畳半襖の裏張り しのび肌（1974、日活）[5]
- 日本モーテルエロチカ 回転ベットの女（1974、日活）[5][4]
- ロスト・ラブ あぶら地獄（1974、日活）[5][4]
- SEXハイウェイ 女の駐車場（1974、日活）[5][4]
- くノ一淫法 百花卍がらみ（1974、日活）[5][4]
- 赤線玉の井 ぬけられます（1974、日活）[1][5][4][4]
- 宵待草（1974、日活）[1][4]
- あばよダチ公（1974、日活）
- 十代の性典'75（1975、日活）[5][4]
- レスビアンの世界 恍惚（1975、日活）[5][4]
- 薔薇と鞭（1975、日活）[1][5][4]
- 襟裳岬（1975、日活）[5]
- 大人のオモチャ ダッチワイフ・レポート（1975、日活）[5][4]
- 赤線飛田遊郭（1975、日活）[5][4]
- 信州シコシコ節 温泉芸者VSお座敷ストリッパー（1975、日活）[5][4]
- トルコ風呂(秘)外伝 尼僧極楽（1975、日活）[5][4] -　主演
- アフリカの光（1975、東宝＝渡辺企画）[5][4]
- 主婦の体験レポート 続おんなの四畳半（1975、日活）[5][4]
- わななき（1975、日活）[1][5][4]
- 看護婦(秘)カルテ 白い制服の悶え（1975、日活）[5][4]
- ホステス情報 潮ふき三姉妹（1975、日活）[5][4]
- 新・団地妻 夫婦交換（1975、日活）[5]
- 濡れた欲情 ひらけ！チューリップ（1975、日活）[5][4]
- 宇能鴻一郎の濡れて立つ（1976、日活）[1][5][4]
- 新・実録おんな鑑別所 恋獄（1976、日活）[4]
- 夫婦秘戯くらべ（1976、日活）[5][4]
- ルナの告白 私に群がった男たち（1976、日活）[4]
- 淫乱な関係（1976、日活）[5][4]
- あるコールガールの証言 露出（1976、日活）[5][4]
- 暴行切り裂きジャック（1976、日活）[1][5][4]
- 女囚101 性感地獄（1976、日活）[5][4]
- 色情海女 乱れ壺（1976、日活）[5]
- 嗚呼!!花の応援団（1976、日活）[5]
- トルコ最新テクニック 吸舌（1976、日活）[5][4]
- 東京秘密ホテル けものの戯れ（1976、日活）[5][4]
- 絶頂の女（1976、日活）[5][4]
- 嗚呼!!花の応援団 男涙の親衛隊（1977、日活）[6]
- レイプ25時 暴姦（1977、日活）[5][4]
- (秘)温泉 岩風呂の情事（1977、日活）[1][6][4]
- 夜這い海女（1977、日活）[6][4]
- 東京チャタレー夫人（1977、日活）[1][6][4]
- 日本の拷問（1978、新東宝）[1] - 主演
- 宇能鴻一郎のあげちゃいたいの（1978、日活）[6][4]
- 出張トルコ また行きます（1978、日活）[6][4]
- 少女を縛る（1978、新東宝興行）[4]
- 生贄の女たち（1978、東映セントラルフィルム＝東映芸能ビデオ）[1][6]
- ある女教師 緊縛（1978、新東宝）[1][4] - 主演
- エロチックな関係（1978、日活）[1][6]
- 緊縛変態花嫁（1978、新東宝興行）[4] - 主演
- 暴る！（1978、日活）[1][6][4]
- 女刑務所 私刑（1978、新東宝興行）[1][4] - 主演
- 殺人遊戯（1978、東映セントラルフィルム）[1][6][4]
- 緊縛女子学生（1978、新東宝）[4] - 主演
- セミドキュメント にせ婦人科医（1979、電映）[4]
- 聖処女縛り（1979、新東宝興業）[4] - 主演
- 好色美容師 肉体の報酬（1979、日活）[1][6]
- 鞭と緊縛（1979、新東宝）[4] - 主演
- 縄と緊縛（1979、新東宝）[4] - 主演
- 緊縛の情事（1979、新東宝）[1][4] - 主演
- 少女縄化粧（1979、新東宝興業）[1][6][4]
- 女刑務所 変態（1979、新東宝）[4] - 主演
- 密写！緊縛拷問（1979、新東宝）[4] - 主演
- レープゾーン 犯しの履歴書（1979、新東宝）[4] - 主演
- 緊縛！暴姦（1979、新東宝）[4] - 主演
- 緊縛異常魔（1979、新東宝）[4] - 主演
- 花街の母（1979、日活）[1][6][4]
- 激撮！日本の緊縛（1980、新東宝）[4]
- 女子大生の告白 赤い誘惑者（1980、にっかつ）[1][3][4]
- 人妻拷問（1980、新東宝）[4] - 主演
- 団地妻を縛る（1980、新東宝）[4] - 主演
- 少女緊縛（1980、新東宝）[4]
- 女刑務所・緊縛（1980、新東宝）[4] - 主演
- 縄で犯す（1980、新東宝）[4]
- 少女情婦（1980、新東宝）[4] - 主演
- 緊縛色情夫人（1981、新東宝）[4]
- 縛りと檻（1981、新東宝）[4] - 主演
- 緊縛猟奇妻（1981、新東宝）[4] - 主演
- 制服を縛る！（1981、新東宝）[4] - 主演
- 日本の私刑（1981、新東宝）[4]
- 地獄縄修道女（1981、新東宝）[4]
- 変態色情縄夫人（1981、新東宝）[4] - 主演
- 緊縛集団暴行（1981、新東宝）[4] - 主演
- 新妻を縛る（1981、新東宝）[4] - 主演
- 緊縛獄舎（1982、新東宝）[4] - 主演
- 緊縛白衣拷問（1982、新東宝）[4]
- 性炎奴隷処女（1982、新東宝）[1][4]
- 緊縛縄姉妹（1982、新東宝）[4] - 主演
- 緊縛獣色夫人（1983、新東宝）[4] - 主演
- 不純な関係（1984、にっかつ）[1][3]
- 団地妻 ニュータウン禁漁区（1984、にっかつ）[1][3][4]
- 団地妻 肉体地獄（1985、にっかつ）[1][3][4]
- マルサの女（1987、伊丹プロ＝ニュー・センチュリー・ブロデューサーズ）[1][4]

### テレビドラマ
- 新宿警察（1975 - 1976）
- 東芝日曜劇場「旅ゆけば」（1975）[7]
- 大都会 闘いの日々（1976）[8]
- 大都会 PARTII（1977 - 1978）[8]
- 三つ首塔（1977）[8]
- 大追跡（1978）[8]
- 探偵物語（1979 - 1980）[8]
- 西部警察（1980）[8]
- 若き血に燃ゆる〜福沢諭吉と明治の群像（1984）[8]
- いたずらキャンバスギャル 突撃としこ（1984）[8]
- どんど晴れ（2007）[8]

### テレビアニメ
- トトイ（1992）[8][9]